# Stenomacrus pygmaeus
Stenomacrus pygmaeus är en stekelart som beskrevs av Horstmann och Yu 1999. Stenomacrus pygmaeus ingår i släktet Stenomacrus och familjen brokparasitsteklar. Inga underarter finns listade i Catalogue of Life.